# Les Muses orphelines
Pour plus de détails, voir Fiche technique et Distribution.
Les Muses orphelines est un film de Robert Favreau produit en 2000. C’est l’adaptation cinématographique de la pièce de théâtre du même titre de Michel Marc Bouchard.

## Synopsis
En 1965, à Saint-Ludger-de-Milot au Lac Saint-Jean, trois sœurs et leur frère se retrouvent après une longue interruption de contact. Peu après la disparition de leur père, pendant la Seconde guerre mondiale, leur mère les a abandonnés. Les retrouvailles sont motivées par le retour annoncé de la mère. Elles forcent chacun à se souvenir des circonstances de cet abandon maternel. On découvre progressivement qu’à l’époque, sans doute pour protéger Isabelle, la plus jeune, l’histoire de la famille a été modifiée par chacun. C’est Isabelle qui contraint ses sœurs et son frère à déconstruire les raisons mythiques mises en avant par chacun dans son roman familial. Ainsi finit par se dévoiler la vraie part de chacun des parents dans l’histoire familiale.

## Fiche technique
- Réalisation : Robert Favreau
- Production : Lyse Lafontaine et Pierre Latour
- Scénario : Gilles Desjardins d’après la pièce de Michel Marc Bouchard
- Direction artistique : Louise Jobin
- Photographie : Pierre Mignot
- Montage : Hélène Girard
- Musique : Michel Donato et James Gelfand
- Conception Sonore: Dominik Pagacz
- Montage Effets Sonores : Dominik Pagacz

## Distribution
- Marina Orsini : Catherine Tanguay
- Céline Bonnier : Martine Tanguay
- Fanny Mallette : Isabelle Tanguay
- Stéphane Demers : Luc Tanguay
- Louise Portal : Jacqueline Tanguay
- Patrick Labbé : Rémi
- Éric Hoziel
- Paul Dion : le père
- Raymond Legault : le policier
- Louise Proulx
- Gilles Cloutier
- Nathalie Claude

(Liste non exhaustive)

## Distinctions

### Récompenses
- 2001 : Prix Jutra de la meilleure musique originale à Michel Donato et James Gelfand

### Nominations
- 2001 : Prix Génie de la meilleure réalisation à Robert Favreau
- 2001 : Prix Génie du meilleur montage à Hélène Girard
- 2001 : Prix Génie de la meilleure actrice dans un rôle de soutien à Céline Bonnier
- 2001 : Prix Génie du meilleur scénario à Gilles Desjardins et Michel Marc Bouchard
- 2001 : Prix Jutra de la meilleure actrice à Fanny Mallette
- 2001 : Prix Jutra de la meilleure réalisation à Robert Favreau
- 2001 : Prix Jutra du meilleur montage image à Hélène Girard
- 2001 : Prix Jutra du meilleur film
- 2001 : Prix Jutra du meilleur son à Dominik Pagacz